# Деспина Милица
Деспина Милица  (рум. Milița Despina; око 1487 — 30. јануар 1554) је била принцеза Влашке, супруга Његоја Бесарабе (1482—1521) и регент Влашке од 1521. до 1522. године, у име свог сина Теодосија Влашког (1505—1522).

## Биографија
Деспина Милица (р. 1487 — у. 30. јануар 1554, Сибињ) била је жена Његоја Бесарабе. Потицала је из породице српских деспота, као ћерка српског деспота Јована Бранковића (р. 1465 — у. 10. децембар 1502). Њен стриц је био митрополит Максим (рођен Ђорђе Бранковић).
Милица се удала за Његоја Бесарабу 1505. године и имали су шесторо деце (Теодосије, Стана, Петру, Јоан, Руксандра, Ангелина), али су два сина и ћерка умрли у младости.
После смрти Његоја Бесарабе, 1521. године, њихов син Теодосије (р. 1505, у. 1521) је устоличен за господара Влашке, али га је Раду протерао из Афумација и умро је у Цариграду. Госпођа Деспина се са својим ћеркама Станом и Руксандом склонила у Трансилванију, живећи миран живот у Сибињу, под заштитом свог рођака, угарског краља.
Руксанда се 21. јануара 1526. удала за Радуа де ла Афумација, господара Влашке. Недуго касније, исте године, Стана се удала за Стефанита Вода, господара Молдавије. После Штефанитеве смрти (14. јануара 1527), Стана се враћа у Сибињ код своје мајке и замонашила се, узимајући име Софронија. Године 1529, након смрти мужа Радуа, Руксандра се такође вратила у Сибињ, где је остала до 1541, када се удала за Радуа Пајсија. Након кратког периода проведеног у Букурешту, где није наишла ништа од сјаја прошлости, Милица Деспина вратила се у Сибињ где се 1545. године замонашила под именом Платонида, где је провела остатак свог живота.

## Порекло
Кнегиња Деспина Милица била је српског порекла, у блиском сродству са племићким кућама Бранковића и Лазаревића. У историографији постоји неколико хипотеза о пореклу Милице Бранковић. Неки научници сматрају да је она била једна од кћери српског деспота Јована Бранковића. Други мисле да је била кћерка Јовановог старијег брата, српског деспота Ђорђа Бранковића из брака са Изабелом дел Балзо, ћерком Аделберта или Гилберта, војводе (војводе) од Нарда, а према другима потиче из породице. од Кантакузина.  Постоје и други ставови о њеном пореклу.

## Историја
Српкиња Милица Басараба или "Деспина Милица", кћерка деспота српског Јована Бранковића, удата за Неагое Бесарабу. Деспина Милица је са супругом основала чувени манастир Куртеа де Арђеш у којем се налази и њихов ктиторски портрет. По средњовековном Бистричком летопису: "Да би подигла Куртеа де Арђеш госпођа Деспина продаде све благо српске владарске породице." У манастирској цркви у оквиру зидног живописа је лик српског светитеља Св. цара Лазара.
Нагоју је накратко наследио његов син Јован Теодосије, којег су Турци одвели у Цариград и погубили (1521). На једној икони Богородице, коју је наручила Деспина, налази се натпис:
| „ | Владичице, прими душу слуге свога Јована Теодосија војводе и донеси му суд. госпођа Деспина | ” |

Манастир са црквом је грађен 1517-1526. године, а оправљан је 1886. године. Налази се на три километра изван града.

## Смрт
Деспина је надживела мужа и децу. Замонашила се и умрла од куге у Сибињу 30. јануара 1554 године као монахиња Платонида.
Две године након њене смрти, влашки митрополит је њене посмртне остатке пренео у ктиторски манастир Куртеа де Арђеш, где она данас почива са супругом и децом.

## Потомство
Милица деспина се удала за Неагое Басараба 1505. године и имали су шесторо деце (Теодосије, Стана, Петру, Јоан, Руксандра, Ангелина), али су два сина и ћерка умрли у младости. 
| Потомство Милице Деспине (1487—1554) и Негое Басарабе (1482—1521) |                  |        |                  |                                            |
| Рб.                                                               | Име              | Рођење | Смрт             | У браку са                                 |
| 1                                                                 | Теодосија Влашки | 1505   | 22. јануар. 1522 |                                            |
| 2                                                                 | Стана Влашка     | 1506   | 1530             | удата за Стефана IV Молдавског (1506—1527) |
| 3                                                                 | Петру            |        |                  |                                            |
| 5                                                                 | Јоан             |        |                  |                                            |
| 6                                                                 | Роксанда Влашка  | ?      | 1542             | удата за Радуа Афуматија                   |
| 4                                                                 | Ангелина Влашка  |        |                  |                                            |

## Literature
- I. C. Filitti, "Despina, princesse de Valachie, fille présumée de Jean Brankovitch", Revista istorică română, I (3), București 1931, 241–250.
- I. R. Mircea, P. Ş. Năsturel, "De l'ascendance de Despina, épouse du voévode Neagoe Basarab", Romanoslavica, X, București 1964, 435–437.
- C. Nicolescu, "Princesses Serbes sur le trône des Principautes Roumanies", Зборник за ликовне уметности, 5, Нови Сад 1969, 95–117.